# Ur (Pirenéus Orientais)
Ur é uma comuna francesa na região administrativa da Occitânia, no departamento dos Pirenéus Orientais. Estende-se por uma área de 6.79 km², com 365 habitantes, segundo o censo de 2018, com uma densidade de 54 hab/km².